# Ctenolimnophila (Campbellomyia) paulistae
Ctenolimnophila (Campbellomyia) paulistae is een tweevleugelige uit de familie steltmuggen (Limoniidae). De soort komt voor in het Neotropisch gebied.